# Janków (Warszawa)
Janków  – dawna kolonia, od 1916 w granicach Warszawy. Leży na pograniczu dzielnic Mokotów (Wyględów) i Ochoty (Rakowiec).
Położenie kolonii Janków odpowiada obszarowi w okolicy współczesnej ulicy Białej Floty na Mokotowie. Tuż na zachód (już na Ochocie) znajduje się ulica Jankowska.

## Historia
W latach 1867–1916 należał do gminy Pruszków w powiecie warszawskim, w guberni warszawskiej. 1 kwietnia 1916 wyłączono go z gminy Pruszków i włączono wraz z Rakowcem i Wyględowem do Warszawy.